# Nhà thờ Hồi giáo Azahar
Nhà thờ Hồi giáo Azahar, hay còn gọi là Nhà thờ Hồi giáo Campuchia, là nhà thờ Hồi giáo tọa lạc tại thủ đô Viêng Chăn của Lào.

## Lịch sử
Nhà thờ Hồi giáo giáo này bắt đầu khởi công vào năm 1976 và hoàn thành vào năm 1986.

## Kiến trúc
Nhà thờ Hồi giáo Azahar bao gồm hai tòa nhà chính gồm có phòng cầu nguyện và phòng học giáo lý. Mái vòm nhà thờ này được sơn màu vàng và phần tường được sơn màu kem. Công trình nằm trong một khu phức hợp với tổng diện tích 700 m2.